# Souk Naamane
Souk Naamane (în arabă سوق نعمان) este o comună din provincia Oum El-Bouaghi, Algeria.
Populația comunei este de 23.988 de locuitori (2008).